# 1921 en France
Chronologie de la France
- 1917
- 1918
- 1919
- 1920
- 1921
- 1922
- 1923
- 1924
- 1925

Cette page concerne l'année 1921 du calendrier grégorien.

## Événements
- 16 janvier : Aristide Briand président du Conseil forme un septième gouvernement de centre gauche[1].
- 22 janvier : le tribunal des conflits rend son célèbre arrêt du "Bac d'Eloka" ou "Société commerciale de l'Ouest africain", il donne alors naissance à la notion de service public industriel et commercial[2].
- 25 janvier : la conférence de Paris fixe les réparations dues par l’Allemagne à 226 milliards de marks-or ; l’Allemagne refuse[3].
- 29 janvier : réhabilitation des martyrs de Vingré[4].

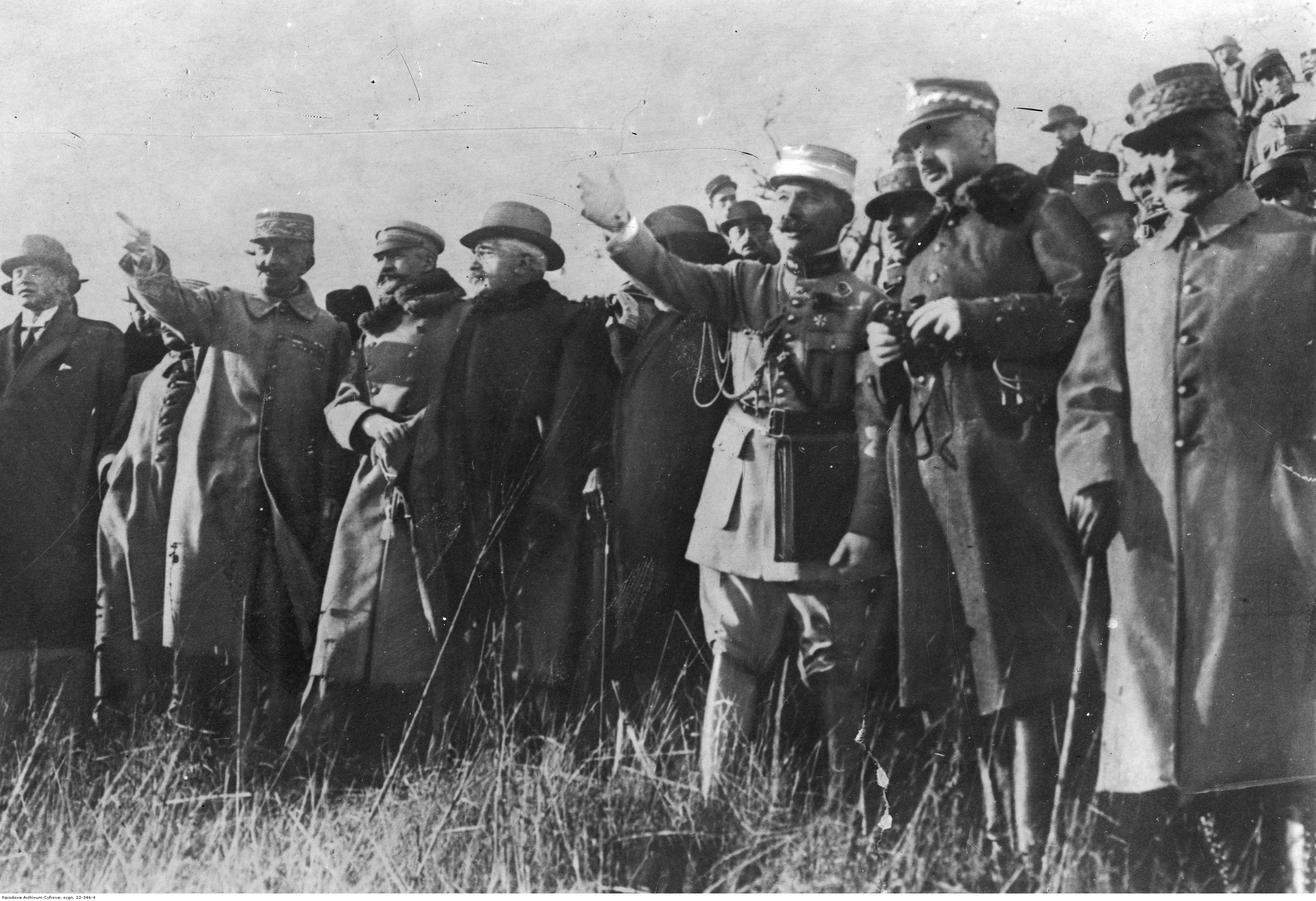
Le chef de l'État polonais Józef Piłsudski visite le champ de bataille de Verdun avec le maréchal Philippe Pétain, le général Kazimierz Sosnkowski, le président Alexandre Millerand lors des négociations de l'alliance franco-polonaise.

- 19 février : alliance défensive entre la Pologne et la France[5].
- 26 février : l'aviatrice française Adrienne Bolland bat le record du monde féminin d'altitude en 3 heures à bord d'un Caudron G.3, à Buenos-Aires - 4.850 mètres[6].
- 27 février : ouverture de la Conférence de Londres pour les réparations ; le chancelier Constantin Fehrenbach présente un contre-projet au traité de Versailles, refusé par les Français et les Britanniques. La délégation allemande quitte la conférence le 7 mars[3].

- 8 mars : occupation de Düsseldorf, Ruhrort, Duisbourg par la France[3].
- 9 mars : accord conclu à la conférence de Londres entre Aristide Briand et Békir Sami bey. Les Français se retirent de Cilicie mais leurs intérêts dans la région sont sauvegardés, en particulier avec la concession sur les mines d’Argana-Maden[7].
- 1er avril : la Française Adrienne Bolland est la première femme à traverser les Andes par les airs sur Caudron G.3 de Mendoza à Santiago du Chili[6].
- 5 mai : sortie du parfum No 5 de Coco Chanel le jour de la présentation de sa collection[8].
- 13 mai : procès Barrès ou « Mise en accusation et jugement de Maurice Barrès pour crime contre la sûreté de l'esprit », salle des Sociétés savantes, rue Danton à Paris, organisé par les dadaïstes[9].
- 17 mai : la France nomme Charles Jonnart ambassadeur permanent auprès du Saint-Siège[10].
- 24 mai : l'aviatrice Adrienne Bolland est la première femme à traverser le fleuve Rio de la Plata entre Buenos-Aires (Argentine) et Montevideo (Uruguay) en avion - 250 km -, à bord d'un Caudron G.3, en 2h25m[6].
- 27 mai : décret instituant le code de la route en France[11].

- 6 juin : création à Paris, par les Ballets suédois, de L'Homme et son désir (1918) de Darius Milhaud (1892-1974)[12].
- 10 juin : déclaration de Paris. Les représentants des trois États de Transcaucasie et du Caucase du Nord proclament leur indépendance (Azerbaïdjan, Arménie, Géorgie). Ils établissent entre eux une union douanière et une alliance militaire. Cette déclaration reste sans effets auprès des puissances étrangères[13].
- 15 juin : première traversée Le Havre-New York du paquebot Paris avec plus de 3000 passagers[14].
- 22 juillet : loi de finances portant création des pelotons mobiles de gendarmerie, premières unités des forces de l'ordre chargées spécifiquement du maintien de l'ordre[15].
- 25-30 juillet : 16e Congrès de la CGT à Lille. Affrontement entre réformistes et révolutionnaires[16].

- 14 août : accords franco-allemands ; réparations en nature[3].

- 10 septembre : déraillement du train Lyon-Strasbourg aux Échets dans l'Ain[17].
- Septembre : Pauline Pô est élue « La plus belle femme de France ».

- 5 octobre : accident ferroviaire du tunnel des Batignolles[18].

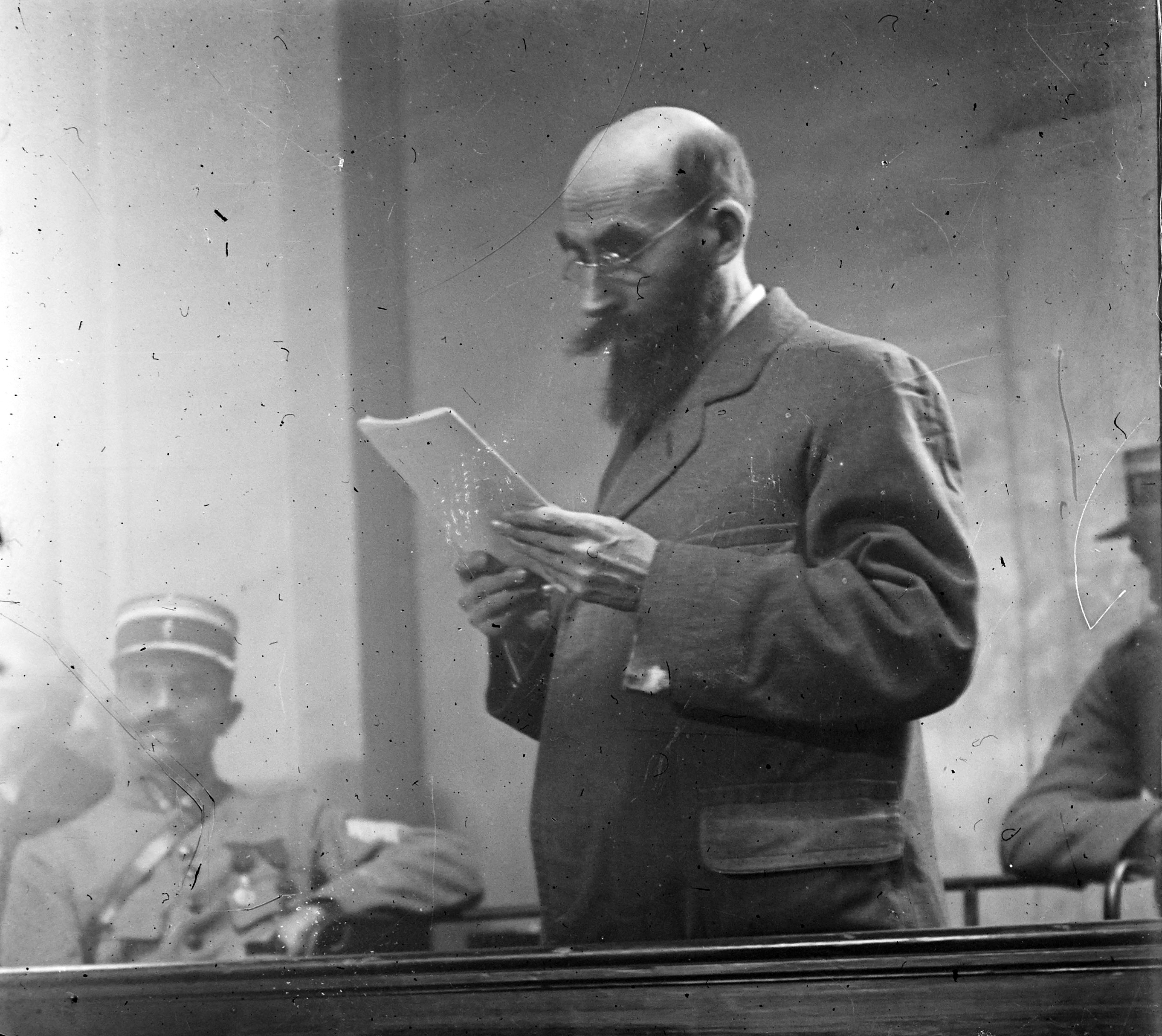
Landru devant la cour d'assises à Versailles.

- 7 novembre : ouverture du procès de Henri Désiré Landru, tueur en série ; le 30 novembre, accusé du meurtre de huit femmes, il est condamné à mort[19].
- 26 novembre : première expérience de radiodiffusion publique française menée depuis l'émetteur de Sainte-Assise[20].

- 22-24 décembre : scission de la CGT. Création à Paris de la CGTU par les partisans de l’Internationale communiste, minoritaires[21].
- 24 décembre : le premier programme radio est diffusé depuis l'émetteur de Radio Tour Eiffel[22].
- 26-31 décembre : Ier congrès du Parti communiste français à Marseille[23].

## Naissances en 1921
- 28 janvier : Pierre-François Delannoy, architecte français († 18 septembre 1997).
- 20 avril : Janine Sutto, actrice († 20 mars 2017).
- 5 août : Guy Brouty, verbicruciste († 21 janvier 2012).
- 16 octobre : Georges Wilson, acteur et metteur en scène († 3 février 2010).

## Décès en 1921
- 5 juin : Georges Feydeau, auteur dramatique.
- 16 décembre : Camille Saint-Saëns, compositeur (décédé à Alger, inhumé au Montparnasse le 24).

## Autres
- Sécheresse de 1921